# Mitsumasa Anno
Mitsumasa Anno (安野 光雅, Anno Mitsumasa), né le 20 mars 1926 à Tsuwano dans la préfecture de Shimane et mort le 24 décembre 2020, est un auteur et illustrateur japonais. Il est lauréat en 1984 du prestigieux prix international, le prix Hans Christian Andersen, catégorie Illustration.

## Biographie
Mitsumasa Anno naît en 1936 à Tsuwano, il est le quatrième d’une famille
de cinq enfants. Après la deuxième guerre mondiale, démobilisé, il devient instituteur. Il a enseigné les mathématiques à des élèves d'école primaire durant dix années.
Il s'installe à Tokyo en 1950 et devient professeur d’art dans différentes
écoles primaires.
Durant sa jeunesse, il est passionné par le peintre Paul Klee.
Son premier album jeunesse Jeux de construction paraît en 1968 (en 1970 en publication française), un ouvrage sans texte, avec des lutins qui montent sans fin des escaliers, et qui « rencontre immédiatement le succès ».
Fasciné par l'Europe, il y a effectué plusieurs séjours, dont il a tiré l'inspiration de certains de ses livres comme Ce jour-là... et Le Danemark d'Andersen. Dans ces deux livres sans texte, le lecteur est invité à suivre page à page le déplacement à cheval d'un personnage minuscule, dans des décors fouillés et très référencés à la culture européenne (personnages de contes traditionnels, détails historiques). Pas d'histoire à proprement parler, mais une promenade visuelle, lente et intemporelle, un chemin à refaire plusieurs fois et dans tous les sens. Il restitue aussi sa passion pour les mathématiques et l'astronomie dans d'autres livres (Dix petits amis déménagent, Comment la terre est devenue ronde, Jeux mathématiques). 
En France, il est publié à L'École des Loisirs, dont il est le premier auteur japonais publié.
Son album sans texte Ce jour-là, publié en 1978, est, en France, un de ses albums les plus connus .
Il est récompensé quatre fois à la Foire du livre de jeunesse de Bologne (Italie) de 1972 à 1982, il est lauréat à deux reprises de la Pomme d'Or de Bratislava de la Biennale d'illustration de Bratislava (BIB) en 1977 et 1979, et il reçoit le prestigieux prix Hans Christian Andersen, catégorie Illustration, en 1984, pour l'ensemble de sa carrière.
En 2001 est inauguré le Musée d’art Anno Mitsumasa, dans sa ville natale de Tsuwano, qui « conserve près de 4 000 œuvres et archives sur la vie de l'artiste ».

## Prix et distinctions
- 1972 : "Mention" du Premio Grafico Foire du livre de jeunesse de Bologne (Italie) pour Zwergenspuk[6]
- 1977 : Pomme d'Or de Bratislava[5] de la Biennale d'illustration de Bratislava (BIB) pour The A-I-U-E-O Book
- 1978 : Premio Grafico Foire du livre de jeunesse de Bologne (Italie) pour Mitsumasa Anno no gashu: Anno 1968-1977[7]
- 1979 : Pomme d'Or de Bratislava[5] de la Biennale d'illustration de Bratislava (BIB) pour Le jour suivant...
- 1980 : Premio Grafico Foire du livre de jeunesse de Bologne (Italie) pour Uta no ehon 2.: sekai no shoka yori[8]
- 1981 : Pinceau d'argent (nl) pour Comment la terre est devenue ronde
- 1982 :  "Mention" Prix critique en herbe Foire du livre de jeunesse de Bologne (Italie), pour 10 petits amis déménagent[9].
- 1984 : Prix Hans Christian Andersen, catégorie Illustration
- 2008 : Prix Kan-Kikuchi
- 2012 : Personne de mérite culturel

## Ouvrages traduits en français
Liste non exhaustive
- Jeux de construction , L'École des loisirs, 1970
- Ce Jour-là, L'École des Loisirs, 1978
- Le jour suivant..., , L'École des Loisirs, 1979
- Loup y es-tu ?, L'École des Loisirs, 1979
- Bonjour citrouille, L'École des Loisirs, 1989
- Choisis ton masque, L'École des Loisirs, 1990
- Comment la terre est devenue ronde, L'École des Loisirs, 2000
- Dix petits amis déménagent, L'École des Loisirs, 2002
- Sur les traces de Don Quichotte, L'École des Loisirs, 2004
- Le Danemark d'Andersen, L'École des Loisirs, 2005
- La Chine de Zhang Zeduan, L'École des Loisirs, 2010
- Le Japon d'Anno, L’École des Loisirs, 2014

- cédérom Valmaison, au fil des saisons, Père Castor-Flammarion multimédia, 1996 (prix spécial du jury, du Prix Möbius des multimédias 1995)

## Musée d’art Anno Mitsumasa
En 2001 est inauguré le Musée d’art Anno Mitsumasa, dans sa ville natale de Tsuwano, qui « conserve près de 4 000 œuvres et archives sur la vie de l'artiste ».